# Odostomia ornatissima
Odostomia ornatissima is een slakkensoort uit de familie van de Pyramidellidae. De wetenschappelijke naam van de soort is voor het eerst geldig gepubliceerd in 1943 door Haas.